# Archway
Archway – stacja metra londyńskiego położona w dzielnicy Islington. Leży na trasie jednego z północnych odgałęzień Northern Line. 
Stacja powstała w 1907. Jej projektantem był Leslie Green. W 1963 został oddany do użytku, wzniesiony bezpośrednio nad nią, biurowiec Archway Tower, liczący 59 metrów wysokości. Leży na granicy drugiej i trzeciej strefy biletowej. Ze stacji korzysta ok. 7,7 mln pasażerów rocznie. 

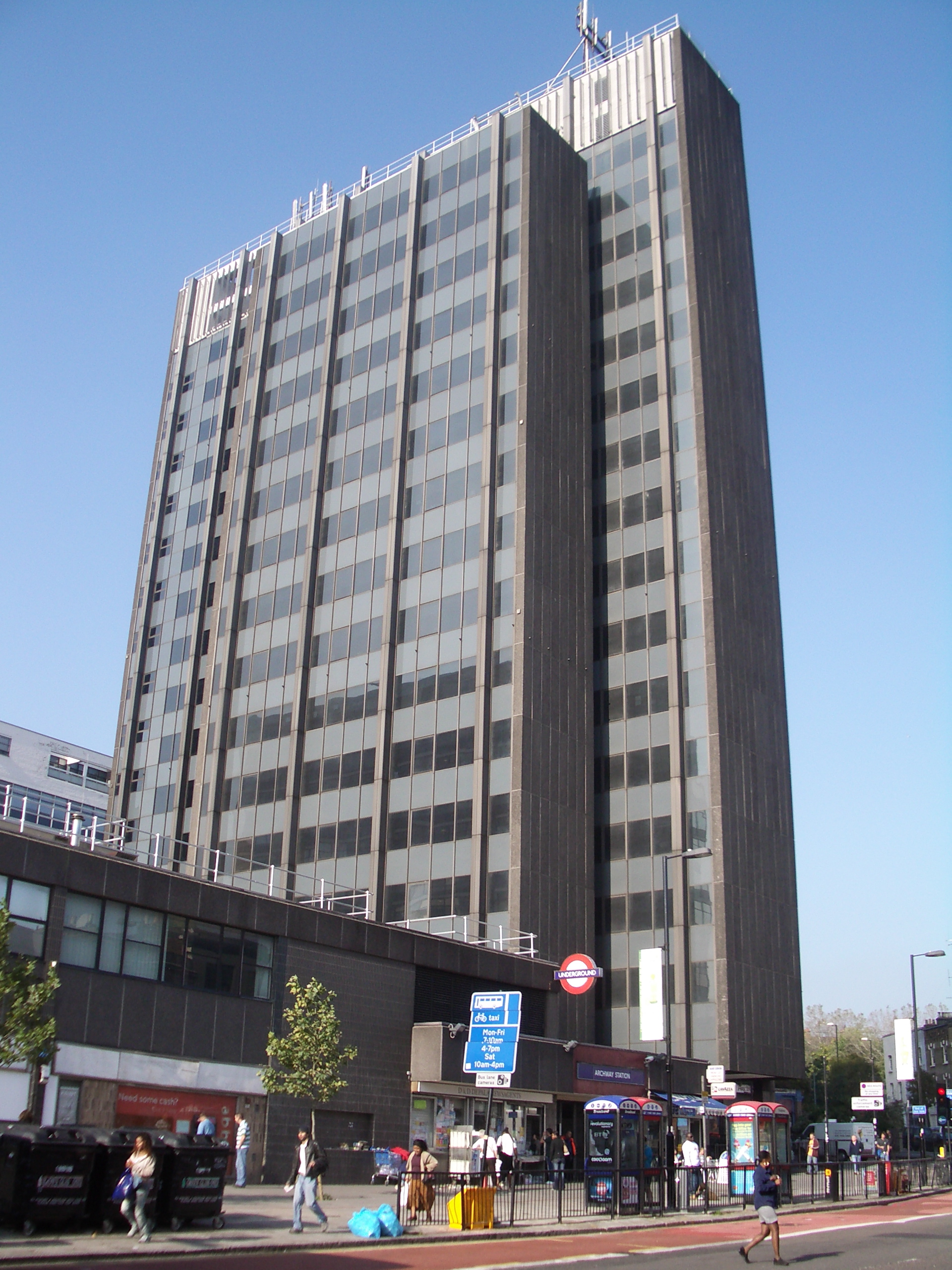
Biurowiec Archway, w którego dolnej części znajduje się stacja